# Phengaris albida
Phengaris albida – gatunek motyla z rodziny modraszkowatych (Lycaenidae). Występuje jedynie w zachodnich Chinach. Szczegóły biologii, w tym rośliny żywicielskie oraz związki z mrówkami nie zostały opisane

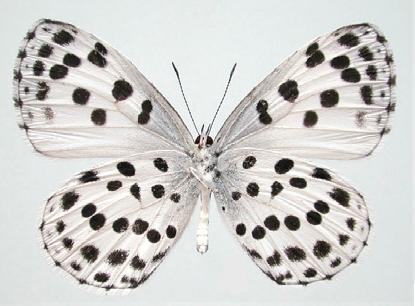
Spodnia strona skrzydeł Phengaris albida